# 新茨爾尼亞

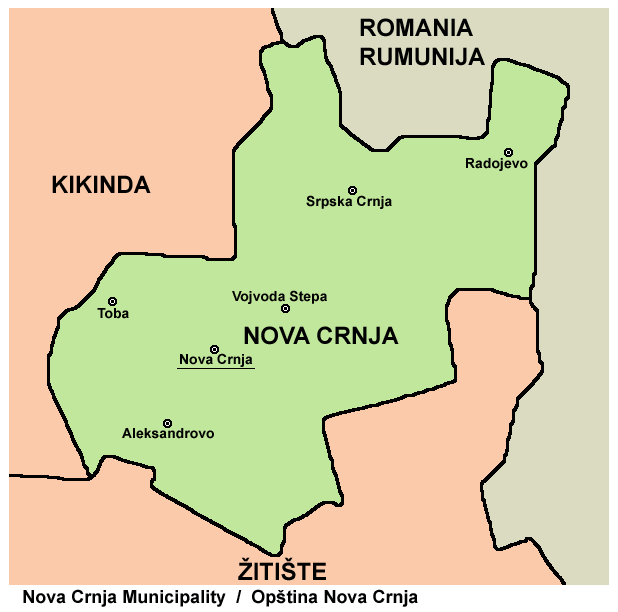

新茨爾尼亞是塞爾維亞伏伊伏丁那自治省中巴納特區的市镇。市镇面積为273平方公里，海拔高度77米，2022年人口数量为8,147人。